# 오빠는 끝!
《오빠는 끝!》(일본어: お兄ちゃんはおしまい! 오니찬와 오시마이[*])는 네코토후에 의해 만들어진 일본의 만화다. 약칭은 오니마이(おにまい)다.
원래는 동인지 전개를 하고 있었지만, 나중에 서적화했다. 《월간 ComicREX》에 있어서도 2019년 6월호부터 연재 시작했다. 2023년 1월 시점에서 단행본 누계 부수는 전자책을 포함해 100만 부를 돌파했다.

## 줄거리
여동생에게 수상한 약을 마셔진 오야마 마히로는 여자아이의 몸이 되어버린다. 월반으로 대학에 진학한 여동생 오야마 미하리의 실험으로서 마히로는 여자아이의 몸 그대로 생활하게 된다.

## 등장인물
오야마 마히로(緒山 まひろ)
성우 - 코우노 마리카
본 작품의 주인공. 원래 남자였지만, 여동생에게 약을 먹어져 중학생 정도의 여자아이의 몸이 되어 버린다. 에로게가 취미인 니트지만, 그렇게 된 것은 너무 뛰어난 여동생에게의 콤플렉스가 있었기 때문. 여자가 된 것에 대해서는 바라는 바가 아니라고 생각하고 있었지만, 거리를 두고 있던 미하리와의 친애가 깊어지거나 호즈키 자매와 알게 된 것으로, 지금의 생활도 완전히 나쁘지는 않다고 생각하게 되어 하지만 마침내 중학교에 편입하게 되어 리얼하게 JC가 되어 버렸다.
여성화 된 이후, 여성이 된 자신의 신체에 흥미가 없는 것은 아니지만, 미하리에게 "남성의 뇌에서는 여성의 쾌감을 견디지 못한다고"고 위협되어 성적인 것은 약해진 기미다. 지인친구에게 우연히 해프닝으로 전라 등을 목격당했을 때 '매끈매끈'으로 평가받았다.
생일은 3월 6일
오야마 미히리(緒山 みはり)
성우 - 이시하라 카오리
마히로의 여동생. 월반으로 대학에 진학해, 수상한 연구를 하고 있다. 오빠인 마히로에게 약을 마시고 여자아이의 몸으로 만들어 버린다. 지성뿐만 아니라 운동 능력에 관해서도 현 대회 입상 수준의 실력이 있다. 오빠에 대해 남매의 정을 넘은 감정을 안고 있는 점이 있다. 멋내기에 흥미가 없는 것은 아니지만, 자신이 입으면 부끄러워진다. 진심으로 입고 있는 옷도 많아서는 자신용으로 사는 채로 옷장에 박혀 있던 것.
아사히에게는 '박사'라고 불리고 있지만, 현시점에서는 대학원생이고, 아직 박사학위는 얻지 않은 모양.
호즈키 카에데(穂月 かえで)
성우 - 카네모토 히사코
미하리의 친구로 고등학생. 갸루 같은 스타일이지만 고등학교 데뷔로, 중학교까지는 수수한 스타일이었다. 가사 전반을 자랑으로 하고, 마히로에 미하리보다 언니와 같은 모정을 받고 있다.
호즈키 모미지(穂月 もみじ)
성우 - 츠다 미나미
카에데의 여동생으로 중학생. 외모는 중학교 때의 카에데와 매우 비슷하지만, 머리카락을 옷깃으로 묶고 있어 앞머리가 한가운데와 좌우로 나뉘어져 있다. 교복 이외 스커트는 잘 입지 않기도 하고, 첫 대면 때의 마히로나 초등학교 1학년 당시의 아사히는 처음에 소년이라고 생각했었다. 마히로와는 좋은 친구가 되었지만, 어째서인지 마히로에 대해 가슴이나 고간을 만져 버리는 트러블을 일으키는 경우가 많다.
아사히가 붙힌 별명은 '모미지로'로, 마히로들로부터도 어울린다고 듣기도 한다. 본인은 부끄럽기 때문에 중학교에 오르고 나서는 부르지 않도록 말하고 포함하고 있다. 하지만 정월에는 후리소데가 아니라 가문을 넣은 하카마를 입는 등 남장을 좋아하는 면은 변하지 않고, 약간 중2적인 것을 좋아하는 경향도 강하다.
오우카 아사히(桜花 朝日)
성우 - 유우키 카나
카에데가 마히로에 소개한 같은 반의 친구 중 한 명. 초등학교 입학으로 알게 된 이래의 교제로 '건강'이 트레이드 마크. 생각한 것을 그대로 입에 내는 타입으로 지인 친구는 '마히론', '미요친', '박사(미하리)' 등 별명으로 부르는 버릇이 있다.
가족 구성에서는 오빠가 1명 있는 것이 언급된다.
무로사키 미요(室崎 美夜)
성우 - 히오카 나츠미
카에데가 마히로에 소개한 같은 반의 친구 중 한 명. 본인은 숨기고 싶지만 GL을 좋아하고, 마히로와 모미지의 사이를 친구 이상의 관계와 착각하고 있다. 운동은 서투르지만 발육은 좋고, 가슴은 반의 여자에서 큰 쪽. 하지만, 본인은 눈길을 끄는 것을 서툴러 콤플렉스가 되었다.
텐카와 나유타(天川 なゆた)
마히로들이 2학년에 진급했을 때 같은 2-B의 클래스메이트가 된 여학생. '언니'의 도우미를 하고 있어, 마히로의 사정을 알고 있다. 마히로는 '언니'라고 하는 것은 미하리의 일이라고 생각하고 있지만, 미하리에 마음에 들지 않는다.
아즈마 치토세(吾妻ちとせ)
대학의 지도교원으로 미하리의 담당. 마히로를 JC화한 약 개발에도 협력했다. 미하리로부터의 레포트 이외에도 관찰 데이터를 원했는지, 마히로들의 신체 측정에 내과 담당으로서 잠입하기도 했다. 나유타의 '언니'다.
니시미야 마리(西宮まり)
성우 - 미즈키 린
마히로의 반의 담임.
후지미 네무(富士見ねむ)
성우 - 사쿠라이 미아
항상 자고 있는 파란 머리 학생.
후시미 노도카
성우 - 츠키시로 리나
늘 남색 머리띠를 매고 있다. 클래스메이트 후지미 네무와 함께 있는 것이 자주 묘사되어 있는 것으로 보아 친함을 짐작할 수 있다.

## 드라마 CD

### 스태프
- 원작·감수 - 네코토후
- 각본 - 네코토후, 카와코 시타카히로
- 음향감독 - 코다마 타쿠미 (MFS)
- 제작 협력 - 보이스 뷰
- 디자인 - 히다 코헤이
- 녹음 스튜디오 - studio29

### 에피소드
1. '오빠와 잘 생기지 않은 신체'
2. '오빠와 롤 플레이'
3. '오빠와 처음의 붙잡음'
4. '오빠와 특별 자택 경비'

## TV 애니메이션
2022년 4월 22일, TV 애니화가 발표되었다. 2023년 1월부터 3월까지 AT-X 등에서 방송되었다.

### 스태프
- 원작 - 네코토후(ねことうふ)[6]
- 감독 - 후지이 신고(藤井慎吾)[6]
- 시리즈 구성 - 요코테 미치코(横手美智子)[6]
- 캐릭터 디자인 - 이마무라 료(今村亮)[6]
- 메인 애니메이터 - 미톤(みとん), 마츠쿠마 유키(松隈勇樹), 우치야마 겐키(内山玄基), Kay Yu
- 미술 감독 - 코바야시 마사요(小林雅代)[8]
- 색채 설계 - 도이 마키코(土居真紀子)[8]
- 촬영 감독 - 후시하라 아카네(伏原あかね)[8]
- 편집 - 오카 유지(岡 裕司)[8]
- 음향 감독 - 요시다 코헤이(吉田光平)[8]
- 음향 효과 - 하세가와 타쿠야(長谷川卓也)[8]
- 음악 - 아치와 다이스케(阿知波大輔), 오케하자마 아리사(桶狭間ありさ)[7]
- 치프 프로듀서 - 타카하시 아츠시(高橋敦司), 타케이 카츠히로(武井克弘), 오오사와 노부히로(大澤信博)
- 프로듀서 - 히시야마 미츠키(菱山光輝), 하타케야마 타쿠로(畠山拓郎)
- 프로듀스 - EGG FIRM[6]
- 애니메이션 제작 프로듀서 - 오오토모 토시야(大友寿也)
- 애니메이션 제작 - 스튜디오 바인드[6]
- 제작 - 오니마이 제작위원회[9] (도호, 하쿠호도 DY 뮤직 & 픽처스, 이치진샤, AT-X, BS11, 피아, 포니 캐년, 무빅, TOKYO MX, 비트 그루브 프로모션, EGG FIRM)

### 주제가
아이덴TT 멜트다운(アイデン貞貞メルトダウン)
오프닝 테마. 작사・작곡・편곡 - 야시킨 / 노래 - 에나코 feat.P마루사마
남 모르게*크라이시스터즈(ひめごと＊クライシスターズ)
엔딩 테마. 작사・작곡・편곡 - 오구라 아스카 / 노래 - ONIMAI SISTERES(코우노 마리카, 이시하라 카오리, 카네모토 히사코, 츠다 미나미)

### 방영 목록
| 화수 | 제목                                                          | 각본          | 그림 콘티         | 연출                        | 작화 감독                                                              | 총작화 감독                 | 방송일         |
| ---- | ------------------------------------------------------------- | ------------- | ----------------- | --------------------------- | ---------------------------------------------------------------------- | --------------------------- | -------------- |
| #01  | まひろとイケないカラダ 마히로와 할 수 없는 몸                 | 요코테 미치코 | 후지이 신고       | 후지이 신고                 | 이마무라 료                                                            | -                           | 2023년 1월 5일 |
| #02  | まひろと女の子の日 마히로와 여자의 그날                       | 요코테 미치코 | 이레이 에리       | 이레이 에리                 | 야마자키 타쿠마                                                        | 이마무라 료                 | 1월 12일       |
| #03  | まひろと未知との遭遇 마히로와 미지와의 조우                   | 히라미 미하루 | 아키야마 야스히코 | 아키야마 야스히코           | 니시하라 다이키                                                        | 이마무라 료                 | 1월 19일       |
| #04  | まひろとあたらしい友達 마히로와 새로운 친구                   | 요코테 미치코 | 카키타 하야토     | 카키타 하야토               | 사토 토시유키 신카이 료스케 니시타니 슈헤이                            | 이마무라 료                 | 1월 26일       |
| #05  | まひろと補導とお誘いと 마히로와 선도와 초대와                 | 요코테 미치코 | 모치즈키 토모미   | 유키히로 코마오             | 미야치                                                                 | 이마무라 료                 | 2월 2일        |
| #06  | まひろと二度目の中学生 마히로와 두 번째 중학생                | 히라미 미하루 | 아라이 노부요시   | 아라이 노부요시             | 우치다 모모카 쿠마가팡이치 무카이가와라 아키라 리오 李嘉               | 이마무라 료                 | 2월 9일        |
| #07  | まひろとロールプレイ 마히로와 롤플레잉                        | 히라미 미하루 | 우와노 아유무     | 우와노 아유무               | 타구치 에리                                                            | -                           | 2월 16일       |
| #08  | まひろとはじめての女子会 마히로와 첫 여자 모임                | 요코테 미치코 | 타나카 히로노리   | 타나카 히로노리             | 사토 토시유키                                                          | -                           | 2월 23일       |
| #09  | まひろと年末年始 마히로와 연말연시                            | 요코테 미치코 | 쿠로사와 마모루   | 아키야마 야스히코           | 우치다 모모카 아오키 슌스케 쿠마가팡이치                               | 이마무라 료 야마자키 타쿠마 | 3월 2일        |
| #10  | まひろとおっぱいとアイデンティティ 마히로와 가슴과 아이덴티티 | 히라미 미하루 | 사카구치 아오세이 | 사카구치 아오세이           | 무카이가와라 아키라 니시노 케이스케 호메후지                           | 이마무라 료 미야치          | 3월 9일        |
| #11  | まひろと女子のたしなみ 마히로와 여자의 소양                   | 히라미 미하루 | 오사다 신지       | 오사다 신지 유키히로 코마오 | 오오타 카즈히로 카와츠마 토모미 나가야마 아유미 TOMATO 케로리라 미야치 | 이마무라 료 야마자키 타쿠마 | 3월 16일       |
| #12  | まひろのおしまいとこれから 마히로의 끝과 이제부터             | 요코테 미치코 | 후지이 신고       | 후지이 신고                 | 야마자키 타쿠마 미야치 신카이 료스케                                   | 이마무라 료                 | 3월 23일       |

### 내용주
1. ↑  남성일 때는 '真尋'(마히로)를 사용한다.

### 참조주
1. ↑  “「お兄ちゃんはおしまい！」TVアニメ化！ 「無職転生」のスタジオバインドが制作”. 《아니메! 아니메!》 (이도). 2022년 4월 22일. 2022년 4월 22일에 확인함.
2. ↑  원작 (1권) 후기
3. ↑  “真面目なロリコン教師とおませなJSの恋愛攻防戦「マジメ教師と幼女」REXで始動”. 《코믹 나탈리》. 2019년 4월 27일. 2021년 5월 16일에 확인함.
4. ↑  “お兄ちゃんはおしまい！ 第71話 まひろと自撮りブーム”. 《월간 ComicREX》 (이치진샤). 2023년 3월호: 32. 2023년 1월 27일. ASIN B00AT63QTW.
5. 1 2 3  お兄ちゃんはおしまい！特設ページ
6. 1 2 3 4 5 6 7 8 9  “お兄ちゃんはおしまい！：「Comic REX」人気作がテレビアニメ化 スタジオバインド制作 高野麻里佳が“元お兄ちゃん”に 妹は石原夏織”. 《MANTANWEB》. 2022년 4월 22일. 2022년 4월 22일에 확인함.
7. 1 2 3 4  “「お兄ちゃんはおしまい！」PV第1弾到着、金元寿子&津田美波がドラマCDから続投決定”. 《코믹 나탈리》. 나타샤. 2022년 8월 12일. 2022년 8월 12일에 확인함.
8. 1 2 3 4 5 6 7 8 9  “「お兄ちゃんはおしまい!」来年1月5日に放送開始、新キャストに優木かな&日岡なつみ”. 《코믹 나탈리》. 나타샤. 2022년 12월 5일. 2022년 12월 5일에 확인함.
9. 1 2  “「お兄ちゃんはおしまい！」TVアニメ化！ドラマCDから高野麻里佳・石原夏織が続投”. 《코믹 나탈리》. 나타샤. 2022년 4월 22일. 2022년 4월 22일에 확인함.
10. 1 2  “ミュージック”. 《TV 애니 '오빠는 끝!' 공식 사이트》. 2022년 12월 17일에 확인함.